# 艶なる宴 (ドビュッシー)
艶なる宴 (えんなるうたげ、仏: Fêtes galantes)は、ポール・ヴェルレーヌの詩に合わせてクロード・ドビュッシーが作曲した6つのメロディからなる歌曲である。
作品は3つの曲からなる2つの曲集 (FL.86、FL.114) で構成され、数年かけて作曲された。作品は1904年に初演されました。

## 作曲の経緯
この6編の詩は、1869年に出版されたヴェルレーヌの詩集「艶なる宴」に収録されている。ドビュッシーは1885年にローマに留学した際、ヴェルレーヌの詩を生涯にわたって愛し続け、この詩集のコピーを持っていた。ガブリエル・フォーレやベンジャミン・ブリテンなど、他の作曲家がヴェルレーヌの詩を題材にしたことはあったが、『グローブ音楽・音楽家辞典』によると、ドビュッシーは重要な作曲家としては初めてであった。
評論家のジャック＝アンリ・ボルネックは、ヴェルレーヌの本を「小組曲」と呼んだ。この本には、アントワーヌ・ヴァトーの「艶なる宴」の絵に触発された、優しいものから皮肉なものまで、さまざまな場面や出会いを表現した22編の詩が収められているが、そのほとんどが非常に短いものである。

## 楽曲構成

### 第1集
- ミュートして
- 人形
- 月の光

### 第2集
- 罪のない人たち
- 牧神
- センチメンタルな会話

## 評価
ヴェルレーヌは、1874年に発表した詩「芸術の詩」の中で、「音楽は何よりも大切であり、そのためには不規則なものを選び、曖昧で空気に溶けやすいものを選ぶ」と書いている。アナリストのカティア・ファイファーは、ドビュッシーの『花の祭典』の第1曲の演奏において、ヴェルレーヌのこの言葉が「文学的な現実」になっているとコメントしている。詩のリズム、言葉の響きとの戯れ、音楽への明示的な言及により、詩そのものが歌のような雰囲気を醸し出しているのである。
ドビュッシーは1891年に第1集 (FL.86) を完成させた。スコアの原稿には「パントマイム」と「マンドリン」という2つの曲が書かれているが、後に削除され、別々に出版された。スコアは1903年に出版され、曲は1904年6月16日にエドゥアール・コロンヌ夫人の家で初演された。
ドビュッシーは1882年にすでに第1集の3つの詩をすべて設定していた。それ以前の作品は、愛人のマリー・ヴァスニエのために作曲されたものである。しかし、この曲では、作曲者は元来の派手でヴィルトゥオーゾ的な終わり方を、彼のスタイルの中で頻繁に見られるようになった緩やかなディミヌエンドに置き換えている。「ミュートして」と 「月の光」はほぼ完全に書き直されている。音楽学者のロジャー・ニコルズは、これらの曲が、最初の設定の時点で作曲者が開発していたものよりも「はるかに冒険的な和声のパレット」を示しており、「モード性と半音階性が同等に混ざり合っている」と書いている。ニコルズは、「人形」をエネルギッシュできらびやかな曲と表現しているが、これは第1曲と第3曲が「時を超えた浮遊感があり、ヴェルレーヌの詩の有名な『音楽性』を味わうことができる」のと対照的である。分析家のスーザン・ユーエンスは、外側の曲は、「愛と幸運に恵まれているように見えても、『日和見主義』が過ぎ去ったことをすでに感じている人々の、内向きでメランコリーなビジョン」であると書いている。
第2集 (FL.114) は、エマ・バルダックに捧げられたもので、1904年の作品である。1904年6月23日にコロンヌ夫人のもとで初演され、その年の9月に楽譜が出版された。この3つのヴェルレーヌの詩は、ドビュッシーにとって唯一の作品である。3つの曲が共通の物語の糸で結ばれていない第1集とは異なり、第2集では、男女の関係の難しさというテーマが連続している。ユーエンスは、「男女の相互理解の難しさを、その始まり（「罪のない人たち」）から生前の死（「牧神」）、そして最後には死後の厳しい遺体（「センチメンタルな会話」）まで」と書いている。

## 注記、参照、およびソース